# Ma Jun (calciatrice)
Ma Jun (马君S; Lianyungang, 6 marzo 1989) è una calciatrice cinese, difensore del Wuhan Jiangda.

## Carriera

### Nazionale
Ma Jun inizia ad essere convocata dalla federazione calcistica della Cina per vestire la maglia della formazione Under-16 fin dal 2007, con la quale debutta nel corso del Campionato asiatico femminile under 16 di calcio di Malaysia 2007. In quell'occasione è autrice della rete che apre le marcature della finale per il terzo posto giocata contro le avversarie della Corea del Sud, incontro poi vinto dalle coreane che, dopo aver rimontato la rete nei tempi regolamentari, battono le cinesi ai tiri di rigore accedendo così al Mondiale di Nuova Zelanda 2008.
Nel 2009 è convocata con la nazionale maggiore, inserita in rosa con la squadra invitata al Torneio Internacional Cidade de São Paulo 2009, edizione inaugurale del Torneio Internacional de Futebol Feminino. Quella fu occasione per mettersi in luce a livello internazionale, aprendo le marcature nel primo incontro del gruppo A, il 9 dicembre, nel quale all'Estádio Municipal Paulo Machado de Carvalho la Cina supera per 3-0 il Messico. Benché sia l'unica vittoria ottenuta dalle cinesi nella fase a gironi, la squadra riesce a battere per 2-0 il Cile con doppietta di Ma Xiaoxu aggiudicandosi così il terzo posto.
L'anno seguente il commissario tecnico Shang Ruihua la inserisce nella rosa delle 23 calciatrici che affrontano la Coppa d'Asia 2010, in quell'edizione disputata in Cina, torneo che fungeva anche da qualificazione al Mondiale di Germania 2011. In quell'occasione condivide il percorso della sua nazionale che la vede disputarsi l'ultimo posto utile per il torneo FIFA ma fallendone l'accesso per la sconfitta per 2-0 nella finale per il terzo posto da parte del Giappone. Qualche mese più tardi il nuovo selezionatore Li Xiaopeng la convoca per la fase finale del torneo di calcio femminile dei XVI Giochi asiatici di Canton 2010, dove la Cina si classifica al quarto posto.
Nel 2011 è tra le selezionate per rappresentare la Cina all'edizione 2011 dell'Algarve Cup, torneo ad invito che si svolge annualmente in Portogallo, dove la squadra si classifica al settimo posto e il 4 marzo Ma Jun segna la rete dell'incontro perso 2-1 con l'Islanda. Sempre quell'anno segna la rete del pareggio nell'amichevole del 22 agosto con i Paesi Bassi giocata al Hohhot Stadium, Hohhot.
Nel marzo 2015 il tecnico Hao Wei la riconvoca per l'edizione 2015 dell'Algarve Cup, dove la sua squadra offre una deludente prestazione concludendo al dodicesimo e ultimo posto.
Hao Wei la inserisce nella rosa delle 23 calciatrici, resa nota dalla federazione cinese il 28 maggio 2015, che parteciperanno a Canada 2015, settima edizione ufficiale del campionato mondiale femminile di calcio.. Durante il torneo viene impiegata in due dei cinque incontri disputati dalla Cina, entrambi della fase a gironi, quella del 6 giugno perso 1-0 con il Canada e quello dell'11 giugno vinto 1-0 con i Paesi Bassi, e condivide il percorso con le compagne che vede la nazionale cinese eliminata ai quarti di finale dagli Stati Uniti, formazione che si aggiudicherà poi il Mondiale per la sua terza volta.
In seguito viene chiamata per il torneo femminile del Campionato EAFF di Giappone 2017, dove la Cina conclude il torneo al terzo posto alle spalle di Corea del Nord e Giappone.
L'anno seguente è inserita in rosa per l'edizione 2018 dell'Algarve Cup, dove la sua nazionale si classifica all'undicesimo e penultimo posto. Qualche mese più tardi ottiene con le compagne il terzo posto alla Coppa d'Asia di Giordania 2018 e il conseguente accesso al Mondiale di Francia 2019. In quell'occasione segna una delle tre reti con cui il 9 aprile 2018 la Cina supera la nazionale delle Filippine.

## Palmarès

### Club

#### Titoli nazionali
- Campionato cinese: 4

Wuhan Jiangda: 2021, 2022, 2023, 2024

### Titoli internazionali
- AFC Women's Champions League: 1

Wuhan Jiangda: 2024-2025

### Nazionale
- Coppa d'Asia: 1

2022